# Піта лазурова
Піта лазурова (Pitta steerii) — вид горобцеподібних птахів родини пітових (Pittidae).

## Назва
Вид названо на честь американського орнітолога Джозеф Біла Стіра (1842-1940).

## Поширення
Ендемік Філіппін. Поширений на островах Самар, Лейте, Бохоль та Мінданао. Історичні дані свідчать про те, що вид завжди був досить рідкісним, але з 1980 року він був зафіксований лише на трьох місцях — національному парку Раджа-Сікатуна на Бохолі, в околицях міста Бісліг і на півострові Замбоанга на Мінданао. Його поточний статус на Самарі та Лейте, де він востаннє реєструвався у 1969 та 1964 роках, невідомий.

## Опис
Дрібний птах, завдовжки 18-19,5 см. У нього міцне тіло з короткими крилами і хвостами, міцними ногами, видовженими головою та дзьобом. Голова чорного кольору. Горло біле. Спина, крила і хвіст зелені, з маховими та кодіоном  синього кольору. Груди і стегна теж синього кольору. Живіт чорний, а низ живота і під хвостом темно-червоного кольору. Дзьоб чорнуватий, ноги тілесно-чорного кольору, а очі карі.

## Спосіб життя
Харчується равликами, хробаками, комахами та іншими безхребетними, яких знаходить на землі в густому підліску.

## Підвиди
Виділяють два підвиди:
- Pitta steerii steerii, номінальний підвид, ендемік Мінданао;
- Pitta steerii coelestis Parkes, 1971, поширенийна островах Самар, Лейте і Бохоль.